# أدب 1882

## مقالات
- أبريل: نشر الإله والدولة في جنيف بعد وفاة صاحبه ميخائيل باكونين
- نشر ليون بینسكر «تحرر اليهود الذاتي» حيث دافع عن فكرة إنشاء دولة لليهود.
- ترجمة بيان الحزب الشيوعي للروسية من طرف بليخانوف و فيرا زاسوليتش
- اعتراف لليو تولستوي
- قدرة الأرض لغلب أوسبنسكي
- حديث ومتحدثون لروبرت لويس ستيفنسون
- سانت ـ بوف، دراسات أدبية حول بلزاك، باريس، أخوة ميشيل ليفي
- نشر سيكو كيبون بعد وفاة صاحبه أراي هاكوسيكي

## قصص قصيرة
- الآنسة فيفي، تجميع لغي دو موباسان
- قصص ألف وواحد ليلة، تجميع قصص قصيرة لروبرت لويس ستيفنسون

## الروايات
- 15 أبريل: بوت-بويل، لإميل زولا
- الشعاع الأخضر (24 يوليو) وغودفري مورغان (13 نوفمبر)، لجول فيرن
- رغبات جون سيرفيان لأناتول فرانس
- أستاذ صهر المعادن، لجورج أوني
- قصة بدون اسم لجول باربي دورفيلي
- غاتيين لجورج دو بييرينرين
- البالوتز الجيدون، رواية لكالمان ميكزات
- شاش فون ووتنو لتيودور فونتانه
- الأمير والفقير لمارك توين
- دير السعادة، رواية تاريخية لتشاترجي (الهند)
- أنجلين دو مونتبران، للور كونان (كندا)

## المسرح
- فكتور هوغو، توركيمادا
- دون، رعاة ومعجبين، لألكسندر أوستروفسكي

## أبرز من ولد في هذا العام من الأدباء
- 25 يناير: فرجينيا وولف، كاتبة رومانسية إنجليزية (توفيت في 28 مارس 1941)
- 2 فبراير: جيمس جويس، كاتب إيرلندي (توفي في 13 يناير  1941)
- 7 مايو: ويلم إيلسكوت، كاتب بلجيكي بالهولندية (توفي في 31 مايو 1960)
- 16 ديسمبر: خوليو كامبا، كاتب وصحفي إسباني (توفي في 28 فبراير 1962)
- 29 أكتوبر: جان جيرودو، كاتب فرنسي (توفي في 31 يناير 1944)

## أبرز من توفي في هذا العام من الأدباء
- 22 أكتوبر: يانوش أراني، شاعر هنغاري (ولد عام 1817)
- 6 ديسمبر: أنطوني ترولوب، روائي بريطاني (ولد عام 1815)